# Helen Bekele Tola
Helen Bekele Tola, född 21 november 1994 i Etiopien, är en schweizisk friidrottare som tävlar i långdistans- och maratonlöpning.

## Karriär
Helen Bekele Tola placerade sig på andra plats vid Tokyo Maraton år 2019 och på en tredje plats i Berlin Marathon år 2021.